# ترنيمة الملوك الثلاثة

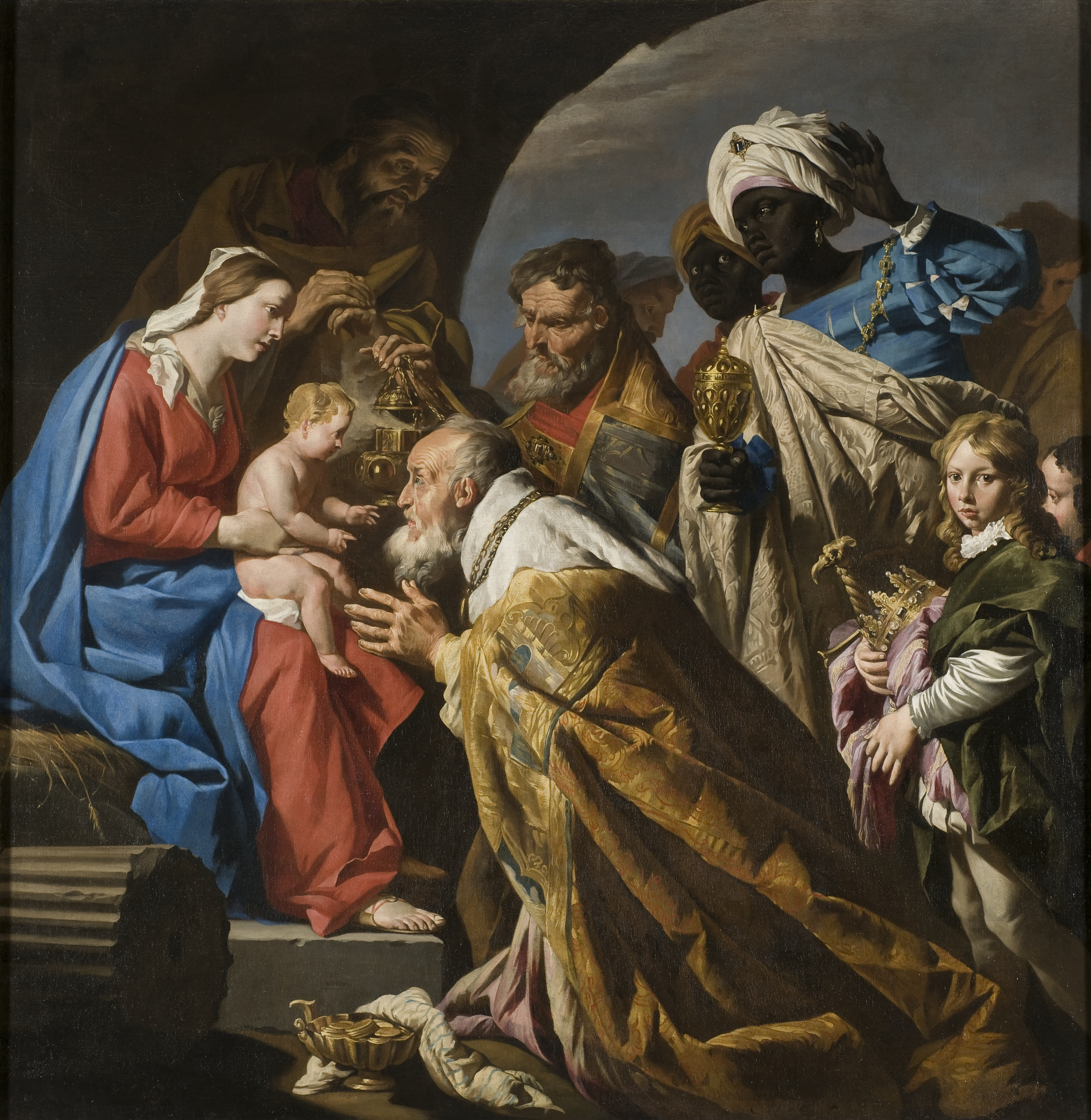
سجود المجوس للطفل يسوع، للرسام الهولاندي ماثايس ستوم

الملوك الثلاثة (بالإنجليزية: The Three Kings) أو (باللغة الألمانية: Die Könige) أو «ثلاثة ملوك من بلاد فارس البعيدة» (بالإنجليزية: Three Kings From Persian Lands Afar)، هي ترنيمة لعيد الميلاد المجيد، للمُلحن الألماني بيتر كُرنيليوس. وقد وضع ترنيمة الملوك الثلاثة مصحوبة بترنيمة أخرى لعيد الظهور الإلهي للقرن السادس عشر «يا له من شديد اللمعان، ذلكَ نجمُ الصباحِ» (Wie schön leuchtet der Morgenstern)؛ وفي التوزيع الأصلي لكيرنيليوس لهذه الترنيمة، كانت تعتمد على الأداء الفردي فقط، وكانت تُعزف على البيانو؛ إلى أن جاء عازف الأرغن الإنجليزي إفور أتكينس وأعاد توزيعها على جوقة (فريق للأداء جماعي) بأكملها. وقد ترجم هينري نيويل بيَت هذه الترنيمة إلى الإنجليزية. وتحكي الترتيلة قصة زيارة المجوس للطفل يسوع أثناء مولده، كما تم استخدام هذه الترتيلة كأنشودة لهذا العيد.

## لمحة تاريخية
في عام 1856، كتب كرنيليوس هذه الترنيمة الألمانية Die Könige، وهي المقطوعة الثامنة من Weihnachtslieder، وكانت تعتمد أساسًا على الأداء الفردي والبيانو؛ وفي عام 1870، أعاد كتابتها وتوزيعها بين الأداء الفردي والجماعي. الترجمة الأصلية للترنيمة كانت على يد و. ج. روثيري W. G. Rothery عام 1916. إلا أن الترجمة الأكثر شيوعًا، والتي تحوي إشارات على أن المجوس كانوا من بلاد فارس، كانت عام 1928 على يد هينري نيويل بيَت، وموجودة بكتاب أكسفورد للتراتيل. كان التوزيع الأصلي لترتيلة «الملوك الثلاثة» (Die Könige) على البيانو لكرنيليوس نفسه؛ أما ترتيلة «يا له من شديد اللمعان، ذلك نجم الصباحِ» (Wie schön leuchtet der Morgenstern) فكانت من نصيب فيليب نيقولاي. وقد انتقلت من الأداء الفردي إلى الجماعي على يد عازف الأرغن الإنجليزي إفور أتكينس، والذي قام بتلحينها بكاتدرائية وورسيستير، عام 1957.

## مؤلفات أخرى
تضمنت كتب نيك هِرن، على ترتيلة «الملوك الثلاثة»، والتي تضمنت نسخة من رواية «ترنيمة عيد الميلاد» للكاتب الإنجليزي الشهير تشارلز ديكنز. وفي عام 2016، قام مالكوم أرتشير، قائد فريق الموسيقى بمدرسة وينتشيستر للفتيان، بوضع هذه الترتيلة بكتاب «التراتيل القديمة والحديثة»، طبعة عام 2016.